# WAMPAS Baby Stars

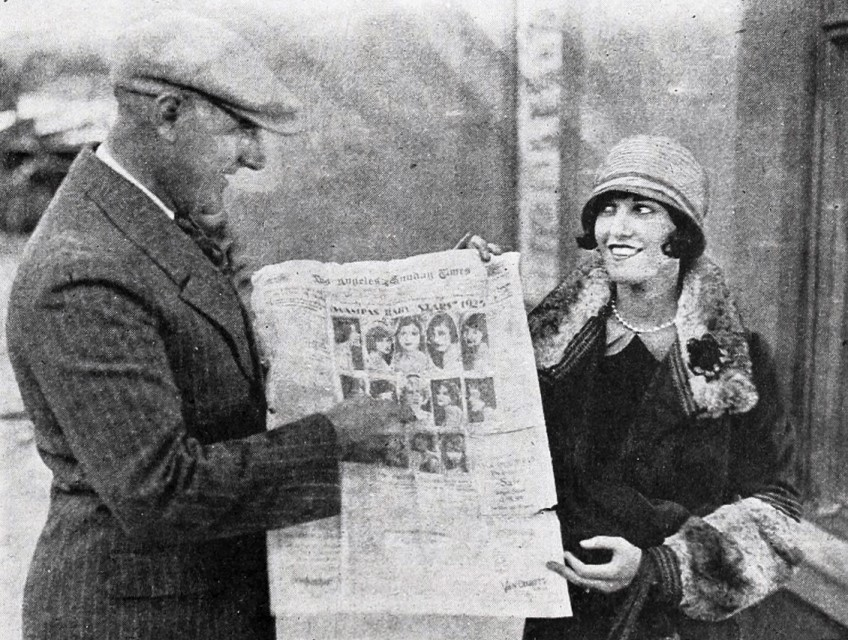
Al Christie y Natalie Joyce con una copia del Los Angeles Sunday Times que muestra las WAMPAS Baby Stars de 1925, de las que Joyce formó parte, en la página 39 del Exhibitors Herald del 21 de febrero de 1921.

Las WAMPAS Baby Stars fue una campaña promocional financiada por la Western Association of Motion Picture Advertisers en los Estados Unidos, con la cual se galardonaba a trece jóvenes actrices cada año, escogidas por ser las más prometedoras del panorama cinematográfico del momento. Fueron elegidas entre 1922 y 1934 y premiadas en un evento llamado el "WAMPAS Frolic". A las elegidas se les dio una amplia cobertura publicitaria.
Los premios no se dieron en 1930 y 1933 y finalizaron después de 1934 debido a las objeciones presentadas por los estudios sobre la independencia de los galardones.

## Lista de WAMPAS Baby Stars
- 1922: Marion Aye, Helen Ferguson, Lila Lee, Jacqueline Logan, Louise Lorraine, Bessie Love, Kathryn McGuire, Patsy Ruth Miller, Colleen Moore, Mary Philbin, Pauline Starke, Lois Wilson, Claire Windsor

- 1923: Eleanor Boardman, Evelyn Brent, Dorothy Devore, Virginia Brown Faire, Betty Francisco, Pauline Garon, Kathleen Key, Laura La Plante, Margaret Leahy, Helen Lynch, Derelys Perdue, Jobyna Ralston, Ethel Shannon

- 1924: Clara Bow, Elinor Fair, Carmelita Geraghty, Gloria Grey, Ruth Hiatt, Julanne Johnston, Hazel Keener, Dorothy Mackaill, Blanche Mehaffey, Margaret Morris, Marian Nixon, Lucille Ricksen, Alberta Vaughn

- 1925: Betty Arlen, Violet La Plante, Olive Borden, Anne Cornwall, Ena Gregory, Madeline Hurlock, Natalie Joyce, June Marlowe, Joan Meredith, Evelyn Pierce, Dorothy Revier, Duane Thompson, Lola Todd

- 1926: Mary Astor, Mary Brian, Joyce Compton, Dolores Costello, Joan Crawford, Marceline Day, Dolores del Río, Janet Gaynor, Sally Long, Edna Marion, Sally O'Neil, Vera Reynolds, Fay Wray

- 1927: Patricia Avery, Rita Carewe, Helene Costello, Barbara Kent, Natalie Kingston, Frances Lee, Mary McAllister, Gladys McConnell, Sally Phipps, Sally Rand, Martha Sleeper, Iris Stuart, Adamae Vaughn

- 1928: Lina Basquette, Flora Bramley, Sue Carol, Ann Christy, June Collyer, Alice Day, Sally Eilers, Audrey Ferris, Dorothy Gulliver, Gwen Lee, Molly O'Day, Ruth Taylor, Lupe Vélez

- 1929: Jean Arthur, Sally Blane, Betty Boyd, Ethlyne Clair, Doris Dawson, Josephine Dunn, Helen Foster, Doris Hill, Caryl Lincoln, Anita Page, Mona Rico, Helen Twelvetrees, Loretta Young

- 1930: (ninguna)

- 1931: Joan Blondell, Constance Cummings, Frances Dade, Frances Dee, Sidney Fox, Rochelle Hudson, Anita Louise, Joan Marsh, Marian Marsh, Karen Morley, Marion Shilling, Barbara Weeks, Judith Wood

- 1932: Lona Andre, Lilian Bond, Mary Carlisle, June Clyde, Patricia Ellis, Ruth Hall, Eleanor Holm, Evalyn Knapp, Dorothy Layton, Boots Mallory, Toshia Mori, Ginger Rogers, Marian Shockley, Gloria Stuart, Dorothy Wilson

- 1933: (ninguna)

- 1934: Judith Arlen, Betty Bryson, Jean Carmen, Helen Cohan, Dorothy Drake, Jean Gale, Hazel Hayes, Ann Hovey, Neoma Judge, Lucille Lund, Lu Ann Meredith, Gigi Parrish,  Julie Bishop, Katherine Williams.